# L'orizzonte (Nathalie)
L'orizzonte  è un singolo della cantautrice italiana Nathalie, pubblicato il 24 gennaio 2014 come terzo estratto dal secondo album in studio Anima di vento. Nathalie è autrice sia del testo che delle musiche del brano.

## Tracce
Download digitale
1. L'orizzonte – 3:36